# Балтениј де Сус (Тулћа)
Балтениј де Сус (рум. Băltenii de Sus) насеље је у Румунији у округу Тулћа у општини Бештепе. Oпштина се налази на надморској висини од 8 m.

## Становништво
Према подацима из 2002. године у насељу је живело 128 становника, од којих су сви румунске националности.